# 2713 Luxembourg
2713 Luxembourg este un asteroid din centura principală, descoperit pe 19 februarie 1938, de Eugène Delporte.